# Nikita Morgunov
Nikita Morgunov (29 de junho de 1975) é um basquetebolista profissional russo.

## Carreira
Nikita Morgunov integrou a Seleção Russa de Basquetebol, em Pequim 2008, que terminou na nona colocação.

## Títulos
Seleção Russa
- EuroBasket: 2007